# ایزاک همپستد رایت
ایزاک همپستد رایت (انگلیسی: Isaac Hempstead-Wright؛ زاده ۹ آوریل ۱۹۹۹) هنرپیشه اهل بریتانیا است، که بیشتر برای بازی در نقش برن استارک در مجموعه تلویزیونی خیال‌پردازی حماسی بازی تاج و تخت، محصول اچ‌بی‌او، شناخته شده‌است. وی از سال ۲۰۱۱ میلادی تاکنون مشغول فعالیت بوده‌است.
او در مدرسه Queen Elizabeth Grammar تحصیل کرده‌است.ایزاک گفته است که درامدی که از سریال بازی تاج و تخت کسب کرده‌است را برای تحصیل در دانشگاه پس انداز می‌کند.او امیدوار است که در دانشگاه به مدرک PHD دست پیدا کند.